# 厭勝銭
厭勝銭（ようしょうせん）は、銭貨の形状を模した護符の一種。災いを避け好運を願うため所持するものであり、通貨として流通されるものではない。俗にえんしょうせん、あっしょうせんとも読む。「厭勝」は「人をおさえしずめるまじない」を意味する。「えんしょう」とも読む。
表側は、通常の通貨を模すか、「千秋万歳」・「天下太平」・「長命富貴」・「大宜子孫」・「花生不老」といった吉祥語や、「去殃除凶」（きょおうじょきょう）「万災永滅」・「万病不侵」などの語句が刻まれる。裏側は、やはり縁起の良い北斗、双魚、亀蛇（きだ）、竜鳳、新月といった図案や、そのほか人物や動物が刻まれる。裏側に上述の吉祥語類が刻まれることもある。形状は必ずしも円型で中央に穴の開いたいわゆる銭形とは限らず、長方形などもある。
厭勝銭の起源は、讖緯説が流行した王莽（BC45 - 23）の新の時代、あるいは前漢時代（BC206 - 8）まで遡る。特に宋（420 - 479）・唐（618 - 907）以降、盛んに鋳造され、時代が下るにつれて趣味品としての性格も帯びていった。日本に伝来したものは絵銭（画銭）として珍重され、室町時代から江戸時代にかけて親しまれた。
厭勝銭が成立した背景には貨幣経済の浸透という社会情勢があり、貨幣が持つ一種呪術的な力が銭という形に仮託されたと一般に考えられている。しかし前漢時代に鋳造された五銖銭に吉祥語を刻んだものがあったり、朝鮮半島や日本では中国から流入した五銖銭が副葬品として使われるなど、通貨としての貨幣と厭勝銭は厳密に区分けできるものではない。

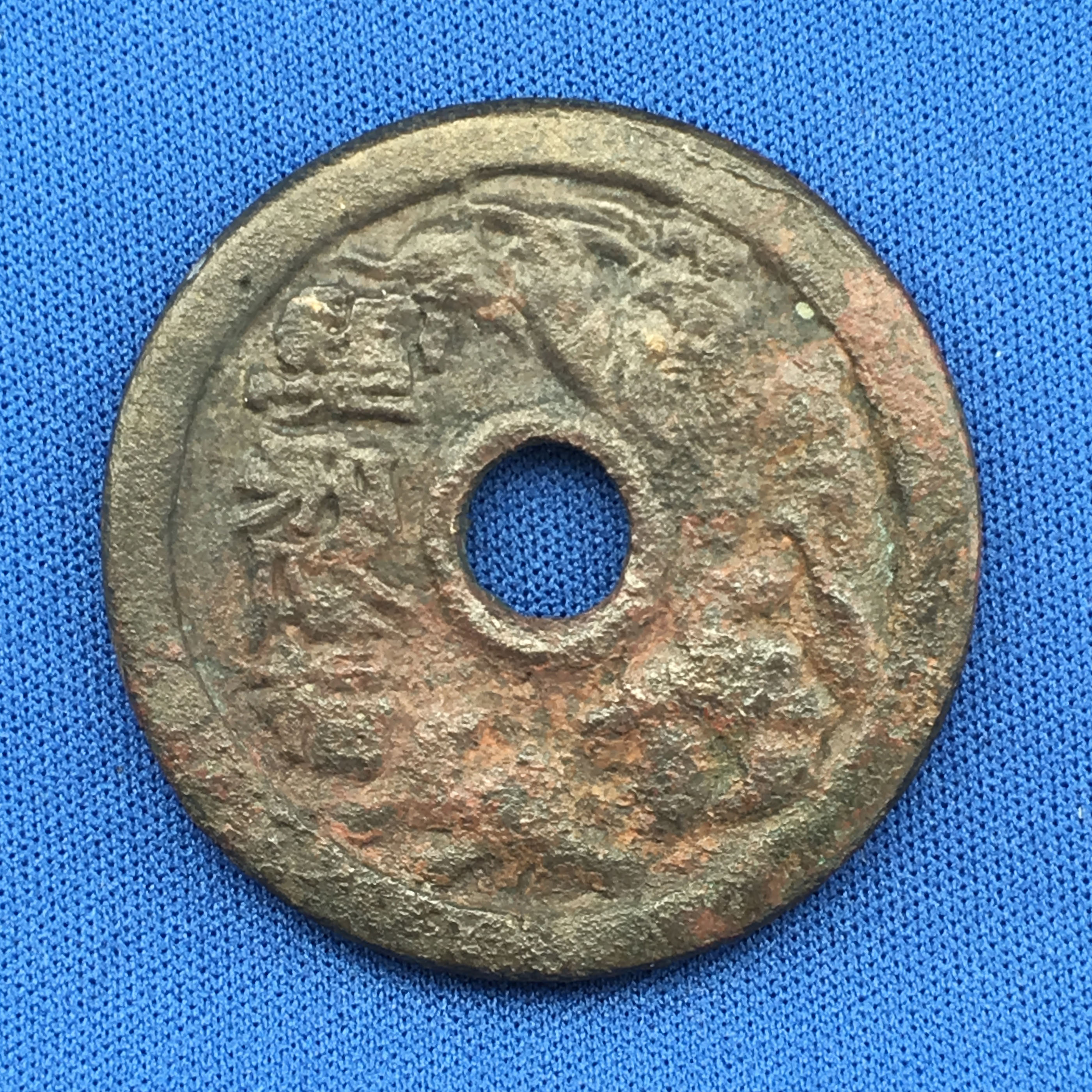
中国の絵銭 「駆邪降福」の四字が見える
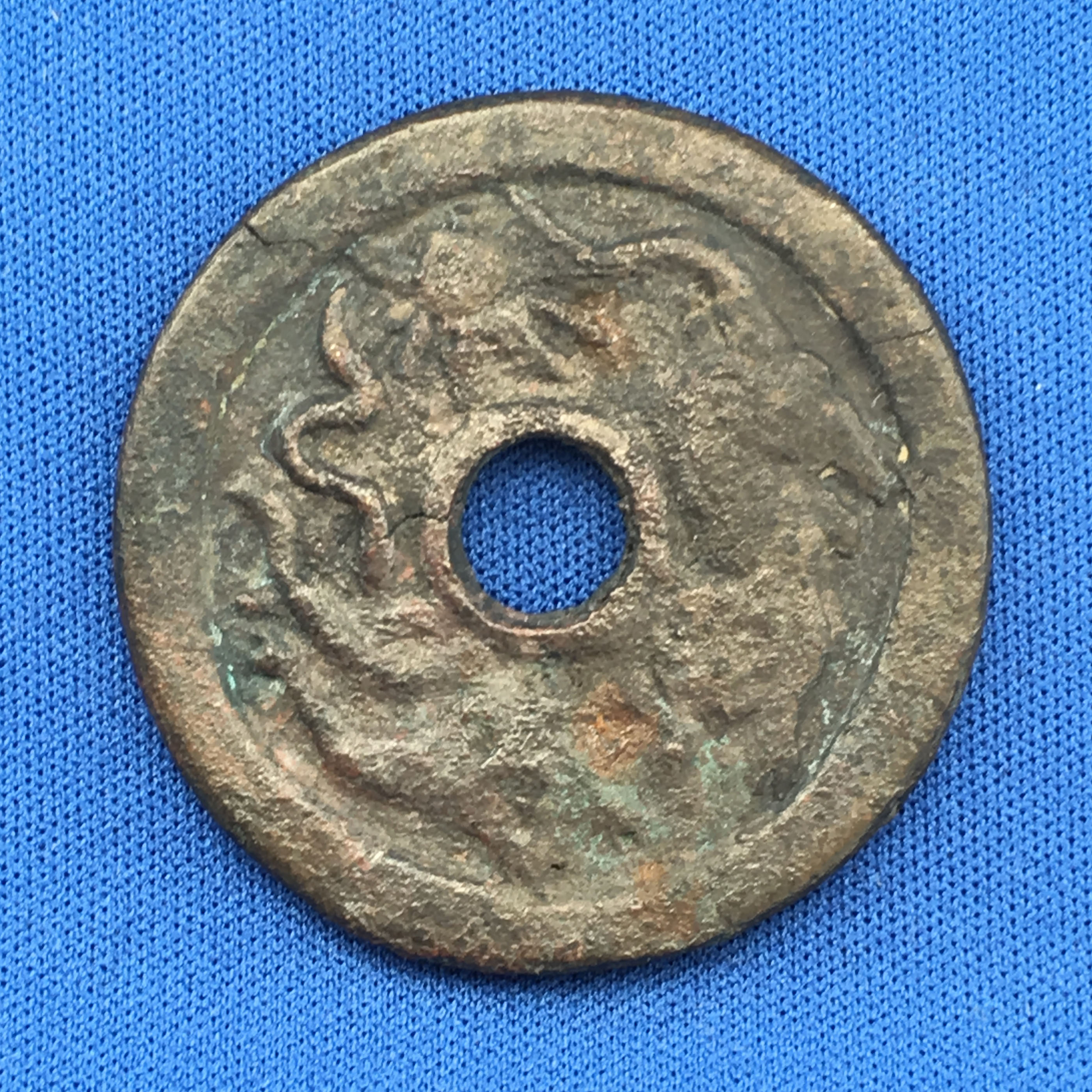
裏面
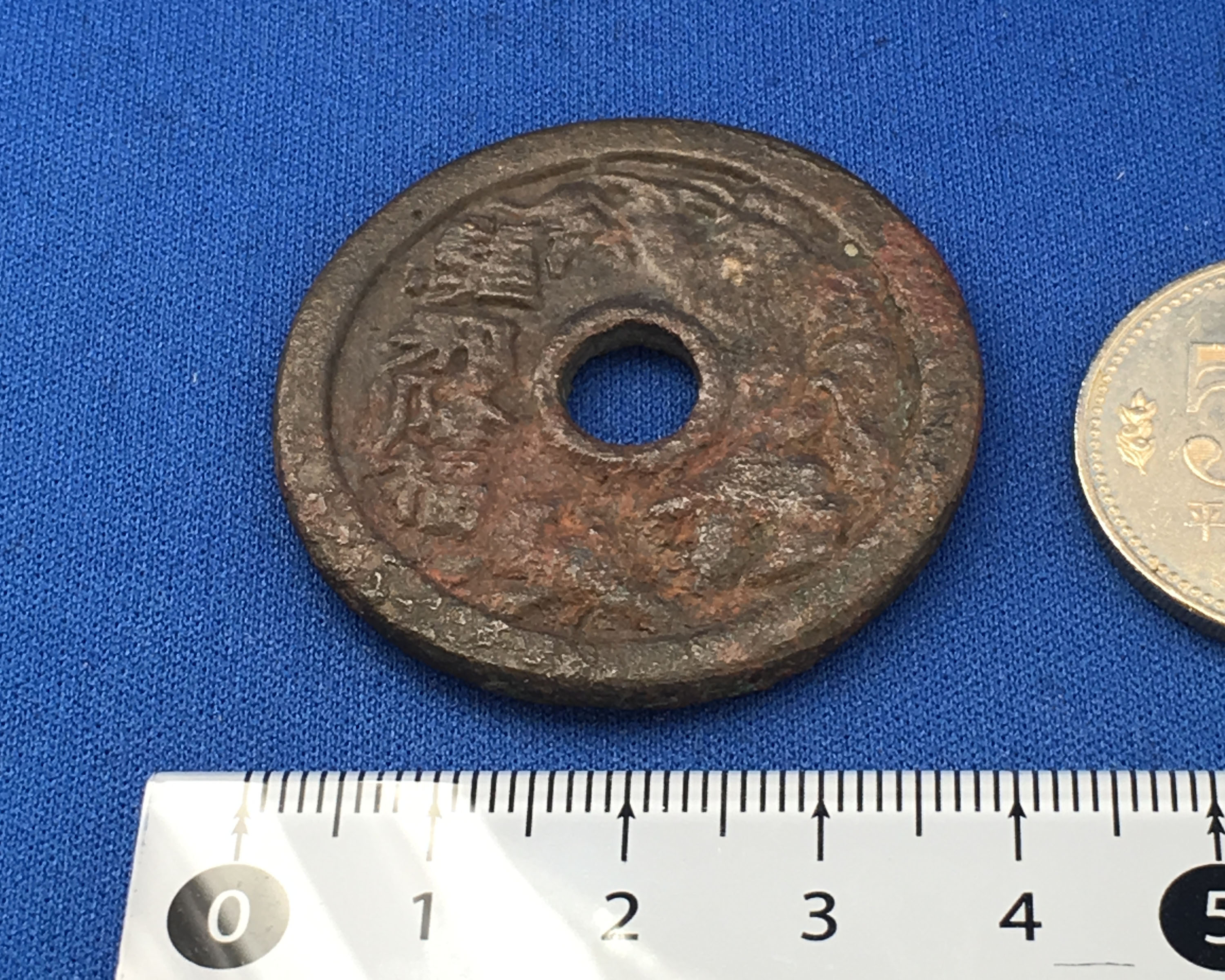
右側は500円硬貨